# Bác ái (triết học)
Trong triết học, bác ái, nhân ái hay tình anh em là một kiểu quan hệ đạo đức giữa con người với nhau, dựa trên tình yêu thương và sự đoàn kết. Lòng bác ái được đề cập trong tiêu ngữ của Pháp, Liberté, égalité, fraternité (Tự do, bình đẳng, bác ái), và của quốc gia Nam Tư cũ, Tình anh em và đoàn kết.